# Great Brington
Great Brington är en by i Northamptonshire i England. Byn är belägen 10 km 
från Daventry. Orten har 282 invånare (2009).